# 粟餅

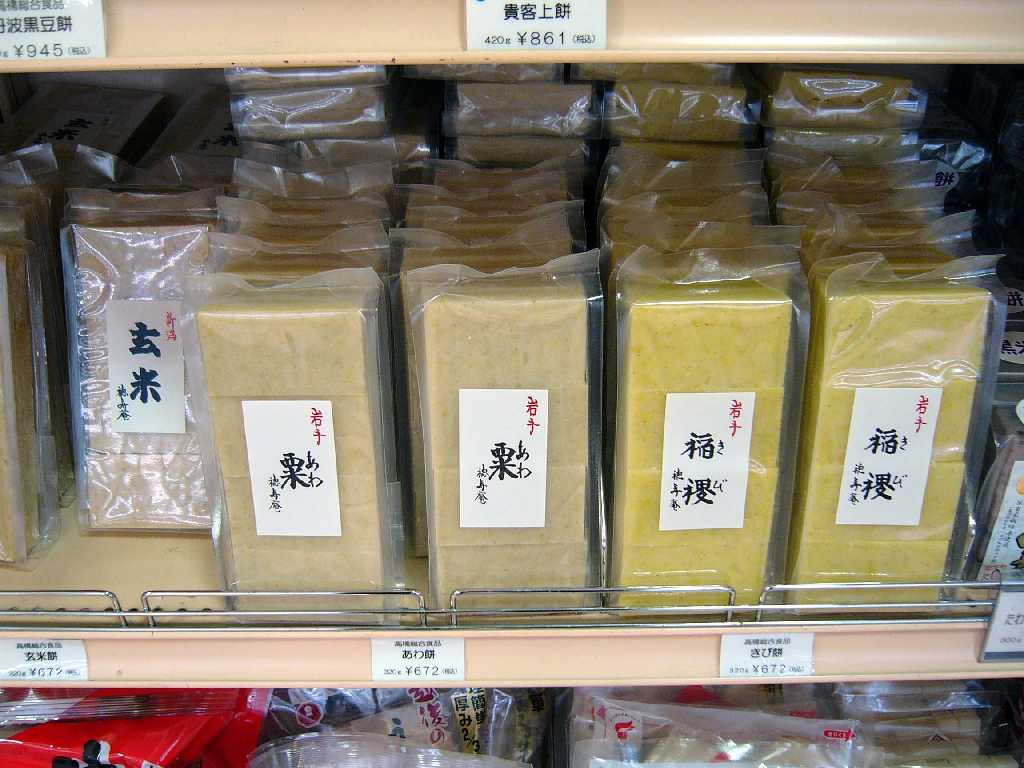
粟餅の切り餅

粟餅（あわもち）は、粟をついて作った餅のことである。食事として、また菓子として食される。

## 製法
粟には古代より主食の代用とされたうるち粟と、粘り気のあるもち粟があり、粟餅はもち粟をついて作る。作り方は各所によって差があり、もち粟のみで作るところもあれば、もち粟ともち米を等分に混ぜて作るところもある。粟ともち米を混ぜる場合、両者は別々に洗い、もち粟はそのままざるに上げ、もち米は一晩水につけたのち、混ぜ合わせて蒸し、一緒につきあげる。

## 歴史

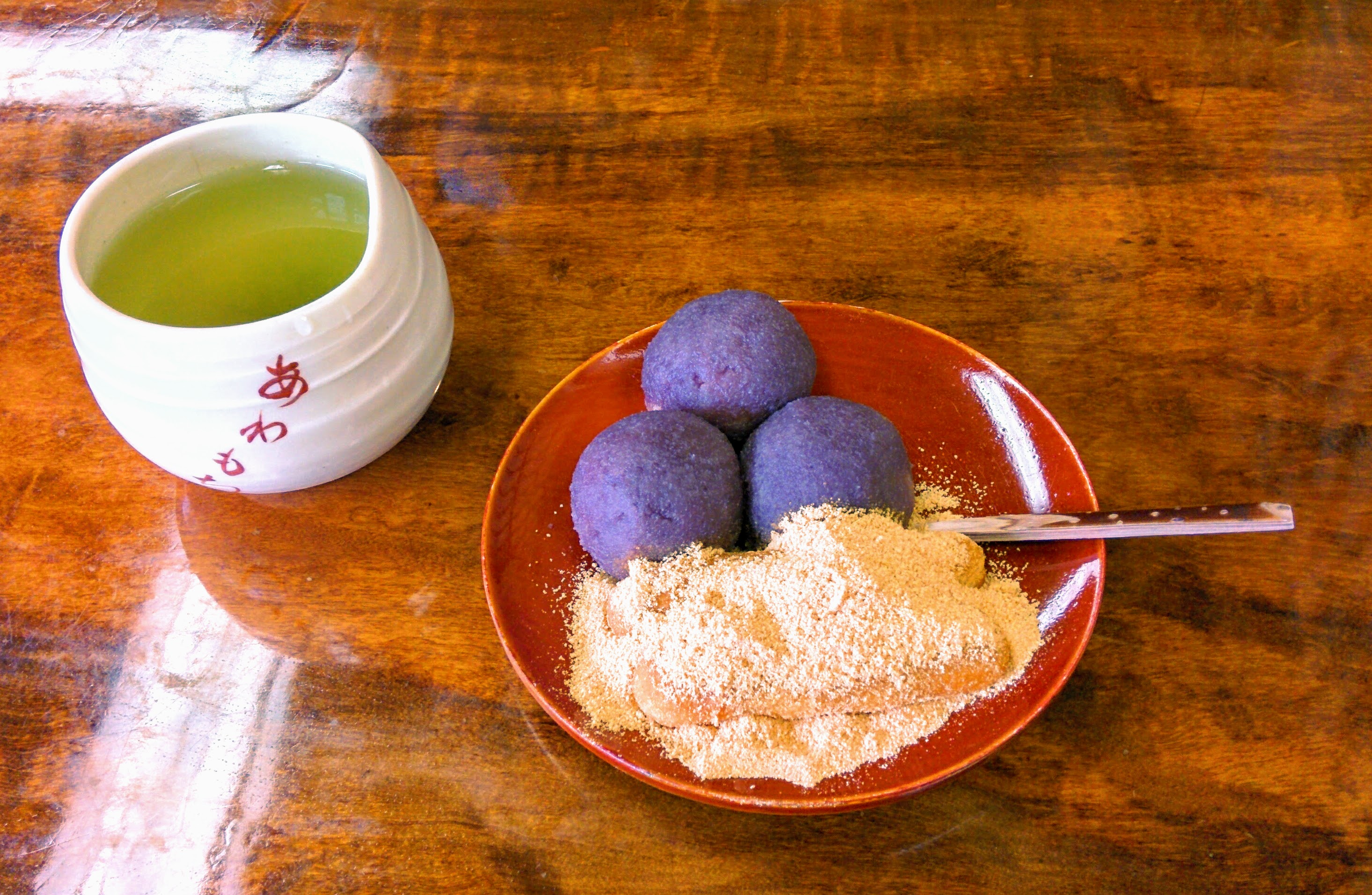
澤屋の粟餅（京都市上京区）

粟餅は古来より米の餅と同様に作られてきたが、江戸時代になると菓子として食べられるようになり、各地の盛り場などに店が立つようになった。これらの粟餅店は葦簀張りでその場で粟餅を炊きつきあげるものが多く、つきたての餅に人気が集まった。とくに江戸の目黒不動や京都の北野天満宮の門前のものが著名であった。恋川春町の『金々先生栄花夢』は、粟餅をたきつきあげるまでの一炊のうちに主人公が見る栄華の夢を当世風俗を盛り込んで描いたもので、黄表紙というジャンルがこれによって確立した。江戸時代末期の記録として、つきあがりを一握りつかむと指の間で全く同じ大きさの4つの団子にし、1間ほど離れたきな粉の盆に投げ入れ、できた片端から盆に盛り、または竹の皮に包んで客に食わせる、というパフォーマンス(粟餅曲つき)で人気を博した粟餅屋の記載が類書（百科事典）『守貞漫稿』にある。このパフォーマンスは評判を呼び、歌舞伎や常磐津節の演目にもなった。特に常磐津の演目として名高い「粟餅」（花競俄曲突 はなのほかにわかのきょくづき）は、この粟餅屋を舞台としたものである。

## 現況
現在でも各地で粟餅は作られているが、食生活の変化により粟の生産が減少するにつれて粟の入手が困難になり、生産される粟も高級化を目指した品質のよいものとなっていった。そのため粟の価格が上昇し、粟餅の生産は減少し、粟餅も米の餅に比べ一般的なものではなくなっていった。いっぽうで、近年の健康志向の高まりにより雑穀全般が見直され、とくに農村部において村おこしの一環として粟餅や黍餅が地元農産物の加工品として作られ販売されるようになり、切り餅の形でスーパーマーケットや農産物直売所、道の駅などに並ぶようになった。和菓子としては、とくに京都の北野天満宮門前にある澤屋の粟餅や、伊勢市にある赤福で8月に作られる八朔粟餅、磐田市見付地区の粟餅などが著名である。